# ロスト プラネット 2
『ロスト プラネット 2』 (LOST PLANET 2) は、カプコンが開発、発売したサードパーソン・シューティングゲームで、『ロスト プラネット エクストリーム コンディション』の続編。
日本ではPlayStation 3版とXbox 360版が、2010年5月20日に発売された。

## 概要
基本的にサードパーソン・シューティングゲームに分類されるシリーズ作品であるが、アクションゲーム要素も多分に含んでいる。ロストプラネットシリーズは携帯電話をプラットフォームとする派生作品も存在しているが、本作はメインストリームの続編に位置する。
極寒の惑星「EDN-3rd」でNEVECが目論んだ原住生物エイクリッドを移住者『雪賊』諸共一掃し惑星改造する『フロンティア計画』の崩壊（前作）から10数年後という設定となっている。前作ではオンライン対戦モードでしか他のプレイヤーと同時プレイできなかったが、本作ではストーリーモードでも2人、オンラインなら4人まで同時プレイが可能である。なお、ストーリーモードでは常に4人で行動し参加したプレイヤーがそれぞれのキャラクターを操作することになるが、プレイヤーが4人以下の場合余ったキャラクターはCPUが操作する。
本作に特定の主人公は存在せず、各エピソードごとに異なる勢力のキャラクターを操作していく。

## 沿革
- 2009年（平成21年）2月23日 - Xbox Liveマーケットプレースにて制作・発売を発表[4]。
- 2009年（平成21年）6月12日 - LOST PLANETシリーズ 公式サイトにて、PlayStation 3日本語版の発売を発表[5]。
- 2009年（平成21年）8月17日 - Xbox 360用体験版を8月19日よりXbox Live マーケットプレースにて配信[6]。
- 2009年（平成21年）9月17日 - PS3用体験版を9月24日よりPlayStation Storeにて配信。オンラインCo-opが可能となっている[7]。
- 2009年（平成21年）9月24日 - 東京ゲームショウ 2009にて、Xbox 360版とPS3版共に、対戦プレイのデータポスト争奪戦の試遊台各8台、Co-opプレイの試遊台各4台を設置[8][9]。
- 2009年（平成21年）9月27日 - 東京ゲームショウ 2009にて、CESAによる「日本ゲーム大賞 2009 フューチャー部門」を受賞[10]。
- 2009年（平成21年）10月16日 - 10月24日・10月25日にベスト電器福岡本店にて開催の「九州ゲームショウ2009」で、PS3版をプレイアブル出展[11]。
- 2010年（平成22年）1月26日 - カプコンとマイクロソフトの合同新作発表会“CAPCOM TITLE PREMIERE FOR XBOX 360”にて発売日を発表[12]。
- 2010年（平成22年）1月28日 - カプコンのオンラインショップ「イーカプコン」にてプレ予約開始。価格は未定。特典はコトブキヤ製アクションフィギュア。ゲームに登場するVS（バイタルスーツ）の「PTX-140 ハードボーラー（前期型）」と「GTF-11SR ドライオSR」の2体が同梱[13]。同時にフィギュアの製品版として、1/35スケールの「PTX-140R ハードボーラー」と「GTF-11 ドライオ」が各4,200円（税込）で2009年5月に発売。
- 2010年（平成22年）2月25日 - 価格と初回特典を発表[14]。ダウンロードコンテンツとして配信される「バトルステージパック1（リターンアイランドとスパイラルコリドー）」のダウンロードコードが付属。
- 2010年（平成22年）3月4日 - 公式モバイルサイトがリニューアル[15]。東京ゲームショウ 2009の会場限定で配布された、巨大エイクリッド（ゴディアント）がイメージされたFlash待受等も配信。
- 2010年（平成22年）4月1日 - 最大16人が参戦できるマルチプレイバトル体験版が4月21日より配信[16]。コミュニティー支援WEBサイト「コマンド コロニー」登録者は、4月7日より先着順（各機種合計5,300名）でダウンロード用コードが先行配布。
- 2010年（平成22年）6月24日 - ゲームのプレイ動画&生放送の「ゲッチャ」にて、7月8日より4週に渡ってレースクイーンでタレントの菊地亜沙美と一緒に、オンラインキャンペーン協力プレイを楽しめる企画の参加者を募集[17]。1位のプレイヤーへの副賞は、LOST PLANET 2デザインモデルのBluetooth Ver.2.1＋EDR対応ミニヘッドセット（BT-06HS-TLP2）など。
- 2010年（平成22年）6月28日 - 公式オンライン対戦大会「最強雪賊決定戦」の開催決定を発表。参加条件は、コマンドコロニーに登録し各クランに参加してクランごとに応募する[18]。
- 2010年（平成22年）8月17日 - DirectX 11やNVIDIA 3D Visionに対応したWindows版を、2010年10月14日に発売することを発表[19]。
- 2010年（平成22年）10月14日 - Windows版が発売。あわせて、ユーザーの強い要望でロスト プラネット エクストリーム コンディションと本作のサウンドトラック「ロスト プラネット 1+2 オリジナル・サウンドトラック」が、イーカプコン限定で12月15日に発売されることを発表[20]。
- 2011年（平成23年）3月3日 - 廉価版となるXbox 360 プラチナコレクション版、PlayStation 3 the Best版が、2011年4月14日に発売されることを発表[21]。

## ストーリー
ウェイン達が活躍した前作『ロストプラネット』から10数年後の後実験年代A.T.12年。極寒の惑星“EDN-3rd（イーディーエヌスリー）”で入植事業が開始されてから半世紀が過ぎていた。辺り一面雪原で覆われていたEDN-3rdは局地的な温暖化によって急激に環境が変わり、ジャングルや砂漠といった場所が出現。それに合わせて原住生物“AK（エイクリッド）”達の生態も変わっていった。
入植者達はエイクリッドと戦い、彼等の体内にある新資源“T-ENG（サーマルエナジー）”を手に入れる為のコミュニティーをそれぞれ形成していた。星の環境が変わった今も彼らは専ら“雪賊（ゆきぞく）”と呼ばれているが、エイクリッド退治や傭兵業を請け負って生活している“傭賊（ようぞく）”、ジャングルでサーマルエナジーを掘って暮らす“林者（りんじゃ）”と言った具合にさらに細かい社会を形成。すっかりこの星の環境に馴染んでいた。エイクリッドとの、そしてサーマルエナジーを巡る雪賊同士の戦いは熾烈を極め、今やEDN-3rd全体が戦場となっていたが、それでも徐々にではあるが人間も交えた新たな生態系ができつつあった。
そんな中、軍事企業“NEVEC（ネベック）”により惑星そのものの存亡を揺るがす恐ろしい異変が起きようとしていた。

## 雪賊
EDN-3rdの入植事業を取り仕切っていたNEVECから様々な理由から離反した人々の総称。かつてEDN-3rdが雪と氷に閉ざされていた時代に誕生したためこう呼ばれているが、現在ではジャングルを拠点とする林者や、砂漠で襲撃を繰り返すサンドレイダーなど、様々な環境化で独自のコミュニティを築いた多種多様な雪賊が存在する。
前作で主人公を対人戦闘で圧倒的優位に立たせていた特殊な生命維持装置「ハーモナイザー」は、『2』時点のプレーヤーが操作する側の雪族たちにとっては自動回復機能が簡略化された量産型が存在する比較的ありふれた装備となっており、任意の時点で起動させればT-ENGを消費して驚異的な回復力を得ることができるようになっている。
傭賊（ようぞく）
傭兵やエイクリッド退治などを生業とする雪賊。エピソード1の主人公達。
雪賊の中では比較的規模は大きめで、航空輸送を可能とするGAN-36/オスプレイを多数所持し、戦闘においても統率の取れた行動を旨とする。しかし、ジャングルでの戦闘は未経験らしく、初めて見る光景や環境に驚ている様子も見られた。
林者の採掘場を破壊するため、彼らの拠点のあるアマルバジャングルに向かうも、到着早々にエイクリッドの襲撃を受ける。環境ゆえか普段とは違うエイクリッドの動きに戸惑い、多数の仲間を失いながらも戦場に赴く。
林者（りんじゃ）
アマルバジャングルの奥深くを拠点とする雪賊。EDN-3rdでは珍しいT-ENGの採掘場を持ち、そこから得られるT-ENG（サーマルエナジー）を元手にして、日々勢力を拡大しつつある。採掘場のさらに奥に、強固な防衛線の張られた砦を持つ。
ネクストワン
前作で死亡したデニス・アイゼンバーグらに代わって9年前から入植事業を再開したNEVECの一派。故に今作でのNEVECとはネクストワンの事を指す。なお、雪賊とはNEVECから離反した者たちを指すため、厳密に言えば雪賊ではない。
宇宙空間に浮かぶ衛星基地兼反乱分子掃討兵器「ネオス」を初め、巨大な陸上戦艦や軌道エレベーターなどを保有し、他の雪賊とは一線を画する規模を持つ。その為、いくつかの雪賊たちをその傘下に従えている。
惑星全土を巻き込んだ恐ろしい計画を実行に移すため、各地でカテゴリーGエイクリッドの活動を促している。
タクスフォース・ファースト・ディセンツ
ネクストワンの特殊部隊。各地で高い戦果をあげているエリート集団と言われているが、本人たちに言わせれば、戦死者が出ても補充要員すら回されない実験部隊にすぎないとの事。現在のメンバーは4名。エピソード2の主人公達であり、轟賊が建造している大型車両の調査の為、セントラルシティに侵入する。
その実態はNEVECの反逆者イワン・ゾーロトフのクローンと言われているが、定かではない。その素顔は前作に登場したユーリ（イワン・ゾーロトフの息子）に瓜二つである。NEVECの上層部からの信頼は皆無に等しく、過酷な任務で使い潰されるべき捨て駒として扱われているのが現状。後にオールドワンの考えに賛同して反乱を起こす。
轟賊（とどろきぞく）
NEVECの下請けを勤めている雪賊。NEVECからの依頼で兵器や車両などを製造しており、エピソード5に登場する陸上戦艦もそのひとつ。NEVECの技術供与によって都市を経営するまでになった。雪賊の中でも最大規模の勢力を持ち、沿岸に建設された彼らの拠点であるセントラルシティの上空は大型の飛行船が飛び交い、街の中では資材や人員を運搬するための列車がひっきり無しに走っている。さらに周辺の海域にはNEVECから横流しされたと思われるサイクロプスが展開している。が、最近はセントラルシティの都市運営に不満を持つスラム街との間で抗争が絶えず、半ば内乱のような様相を呈している。
NEVECに隠れて列車砲を建造していたことからファースト・ディセンツの襲撃を招き、街を制圧されてしまう。
なおセントラルシティには、前作に登場した頂賊と同じ姿をした敵が大挙して出現するが、関連は不明。
暗人（あんじん）
EDN-3rdの温暖化に伴い、T-ENGが入手できなくなり、崩壊の危機に瀕している雪賊。エピソード3の主人公達。
T-ENG入手の為、轟賊の街から盗み出そうとするも返り討ちにあったらしく、僅かなT-ENGと引き換えに仲間の半数を失った。失意と疲労の中、列車で帰路に着いた暗人たちに、超弩級エイクリッド・アカメが襲い掛かる。
サンドレイダー
“砂の襲撃者”の名の通り、砂漠の一角にある廃墟を根城にし、通りかかった者たちを襲っている雪賊。
廃墟の陰に潜み、物陰からの狙い撃ちを得意としており、構成員の大半がライフルを装備している。また、小型ながら列車を所持している。
オールドワン
旧NEVECの残党勢力。コスチュームは前作に登場したNEVEC兵と同じ。エピソード4、6の主人公達。
敵対関係にあるネクストワンに対し、これまでは小規模な妨害活動を行ってきたが、彼らの計画の全容を知るにあたり、直接対決を決意。精鋭部隊による衛星基地「ネオス」奪取作戦に乗り出す。なお、この作戦に赴いた4名の兵士のコードネームはキャメロット（プレイヤー）、トリスタン、ランスロット、パーシヴァルで、いずれも円卓の騎士に由来するものである。
跨猟兵（こりょうへい）
ウォドッグと思われるエイクリッドの皮を全身に纏ったコスチュームが特徴の雪賊。
NEVECの傘下に入っていると思われ、湾岸基地や海洋施設の警備を行っている。『繰獣機』と呼ばれる特殊兵装を用いてエイクリッドをＶＳ（バイタルスーツ）化し、人間の手で操るようにできる技術を持っており、ドンゴ、テンケイル等のエイクリッドを改造した通称「エイクリッドウェポン」を使用する。
ノマド
特定の拠点を持たず、“でかい得物”を求めて惑星中を流離う陽気で豪快な雪賊たち。メンバーは全員上半身裸の屈強な男達である（ヘルメットはしている）。エピソード5の主人公達。
他の雪賊に比べて統率性に欠け、迂闊で間抜けな言動が目立つ。またその行動に計画性は無いに等しく、興味や好奇心のみで動いている。普段はカテゴリーGエイクリッドなどを獲物としているが、たまたま目の前を通りかかったNEVECの陸上戦艦に興味を持ち、奪取に乗り出す。その後も幸か不幸か、バイツテンケイルや陸上戦艦の二番艦など、次々と“でかい物”が襲い掛かってくる。
その外見とは裏腹に、GAF-14/ファストレイやGAN-36/オスプレイを用いた機動力の高い戦法を得意とする。
麗隊（うららたい）
女性のみで構成された珍しい雪賊。林者、轟賊、暗人、サンドレイダー、ネクストワンの各勢力の衣装を女性版にアレンジしたコスチューム（麗隊オリジナルは存在しない）が使える。
エピソード6の終盤に僅かに登場するだけで詳しい内情は不明。

## 武器・防具

### 右装備武器
マシンガン
連射可能な標準的な火器で、近距離から中距離まで幅広く対応する。小口径故か一発あたりの打撃力は小さいが、広く利用され豊富に弾丸が補充できる傾向もあり、弱点への攻撃やグレネードの射撃による起爆と併せれば、かなり利用価値が高い。いくつかのバリエーションも存在しており、無駄な弾丸消費を抑える三点バースト採用型や、高速連射性を重視したものも登場する。また同カテゴリーには弾丸に麻痺効果がありT-ENGを消費して連射可能なエネルギーガンも存在する。
ガンソード
本作より追加された銃身部分下部に展開式ブレードを内蔵したマシンガン。耐久性の面から連射速度や携行弾数に制限が加えられているが、逆に口径が大型化しているのか、ヘッドショットなどクリティカルダメージが与えやすくなっている。展開式ブレードは振り回すことで運用するが、斬撃に際して照準を合わせることで、瞬間的にかなりの距離の間合いを詰める動作をすることから、敵集団に切り込みを掛けるなどの技として使える。斬撃回数が増強され威力も増した上位モデルが存在する。
ショットガン
接近戦に特化した銃器。主にショートバレルであるため遠距離への攻撃は期待できないが、耐久力の低い小型飛行AKをまとめて叩き落したり、牽制くらいには利用できるし、グレネードの起爆もしやすい。接近して使えば大打撃を与えることも可能。いくつかのバリエーションがあり、打撃力は落ちるが麻痺効果をもつものも登場している。同カテゴリーには、炎を発射するフレイムランチャーや、特殊加工したAKの耐久卵を連続孵化させ発射するAKランチャーが存在する。
リボルバー
ショットガンに並ぶ接近戦用銃器。装弾数こそ小さくリロードも遅いが、近距離での威力は大きく、弱点への攻撃と併せればかなりのダメージを与えうる。武器カテゴリーはショットガンの系統。
ライフル
長距離用実弾系銃器。装弾数が限られ再装填も遅いが、一発辺りの威力が大きく、また付属スコープで遠距離も狙いやすい。一発辺りの打撃力を増強したモデルや、一度に5連発することで一発辺りの威力は下がるが命中率を高めたモデルなどが存在する。弾丸の速度は速く、発射と着弾はほとんど同時である。
プラズマガン
T-ENGを圧縮発射するライフルで、一発辺りの威力や弾速は落ちるが、連射性がライフルよりも高く、T-ENGが切れるまでは幾らでも発射できる。いわゆる「溜め撃ち」が出来る上位モデルがあり、こちらは溜めた状態で剣のように振り回すことも可能。連射性に特化したモデルも登場する。
ロケットランチャー
遠距離に爆発性の弾丸を発射できる武器。弾丸の速度はかなり遅いが、一発辺りの威力が大きく、また爆発によるダメージも与える。単発式。全く別の機構となるが、T-ENGを圧縮して発射するプラズマキャノンも登場する。
ハンドキャノン
ロケットランチャーのカテゴリーだが、威力がやや劣るものの弾丸の速度が極端に早く、発射直後に着弾、標的に激しく食いつきながら、一定時間で起爆する。1装填で2連射できるモデルと、威力は増強しているが単発式で携行弾数も少ないモデルがある。
シールド
本作から追加された防具。使用中は特殊なフィールドでグレネードなどの爆炎をも防ぎきり、ロケットランチャーの直撃にも耐える。展開中は移動速度が遅くなるが、格闘操作することで敵を叩くことも可能。なお同系統（サポート）では、データポストがなくてもレーダーが使えるVデバイスや、ステルス効果（光学迷彩）を発揮するものがある。
インジェクションガン
任意の味方プレーヤーの防御力や攻撃力を増強できる特殊装備。敵を弱体化させることも可能。
なおこのいくつかには「合体技」と呼ばれる複数プレーヤー参加時専用の技があり、これを駆使することで大打撃を与えることも可能となっている。

### 左装備武器
グレネードの多くは、投擲して射撃などで起爆すると威力が倍加するが、一部には起爆を受け付けないものも存在する。
ハンドグレネード
標準的なグレネードだが、床でバウンドするなど使い方如何では自爆する場合もあるし、有利に戦うことにも利用できる。本作では起爆までの時間や条件でいくつかのタイプが登場するほか、起爆時に周囲に火炎を撒き散らし延焼して連続ダメージを与えるファイアグレネードも登場する。
バスターグレネード
本作より登場したグレネード系最大の威力を誇るノーマルグレネードの最終型。投擲モーションが大きく爆発までの時間こそ長いが、大爆発を起こす。
ガムグレネード
投擲すると標的に張り付き、更に射撃起爆することで大ダメージを与えやすい。また床に投げて地雷のようにも利用できる。反面、投擲しにくく飛距離は短い。いくつかバリエーションがあり、スパークグレネードでは壁越しの攻撃が可能なほか、カメレオングレネードではステルス機能で隠れ、任意に起爆できる。
ディスクグレネード
円盤投げのように飛ばすことで、遠距離に攻撃できるグレネード。本作では起爆までの時間や条件でいくつかのタイプがあり、上位モデルには飛行中に敵を切り裂くブレードが飛び出すニンジャスライサーが登場する。
ダミーグレネード
前作ではオンラインバトル専用だったが、本作ではいくつかのバリエーションで登場、前作同様にゆっくり移動しレーダーを攪乱しつつ接触した敵にダメージを与えるものから、投げると膨らんでマシンガンを乱射するものまで登場する。
バルーングレネード
強酸性の液体を散布しながら浮遊する。瞬間的なダメージ自体はないが、広範囲に影響しダメージを与え続けるため、トラップのように利用可能。
プラズマグレネード
通常のグレネード同様に投擲できるが、威力は小さい反面、麻痺効果を発揮する。本作では起爆までの時間や条件でいくつかのタイプが登場する。
キュアグレネード
特殊な装備で、起爆するとエネルギーフィールドを展開、敵味方・VS・バトルドレス（後述）を問わず回復させる。通常体力回復できないオンラインバトル時にも体力回復が可能。
ポータルグレネード
特殊なエネルギーフィールドを展開してリスポーン場所の空間とつなぎ、触れたプレーヤーや味方を一瞬で起爆させた場所に転送する。

### バトルドレス
本作より登場したパワードスーツの一種。やや身のこなしが遅くなるが、耐久力限界まで装着者はダメージを受けなくなる。許容量以上のダメージを受けると粉砕する。ストーリーモードでは、敵も装着して登場することがある。バイタルスーツとは違い、武器マウントは備えていないが人間サイズである。バイタルスーツには脱がないと乗り込めない。

## バイタルスーツ (VS)
対AK用に開発されたロボット兵器。

### 前作から引き続き登場
GTF-01（ニータ）
エピソード１のチャプター０でプレイヤーが初めて乗ることになるVS。特にひいでた特徴はなく、移動、ジャンプといった基本的な動作しか出来ない。機動性は低く、別のVSと対峙しても回避行動をとるのは難しい。VS武器を二つ装備できるほか、備え付けの機関砲を持つ。威力は高くないがある程度連射速度があり、障害物を破壊するぶんには充分な威力である。
GTF-11（ドライオ）
GTF-01（ニータ）の後継機。フォルムや基本性能は似ているが、ホバリングやスライドダッシュなどの機能が追加され、機動性が高くなっている。また、搭乗した状態でのデータポストの起動が可能。
PTX-140R（ハードボーラー）
全VSの中でも屈指の機動力と耐久力を持つ。比較的人型に近い形状で、手にはチェインガンを装備しているほかチェーンソーで近接攻撃も可能。スライドダッシュ、ホバリング、飛行といった特殊移動の継続時間が長く、回避行動もとりやすい。さらに本機は大気圏突入機能が備わっており、エピソード６ではオールドワンがハードボーラーに乗り、宇宙空間を漂う機雷をチェインガンで破壊しながらネオスから惑星E.D.N-3rdへ帰還している。
GAB-25M（カクタス）

### 今作初登場
GAF-15D／Drion（ドライオン）
GTF-11（ドライオ）の訓練機仕様である、GTF-11T（ドライオトレーナー）をベースに、火器管制の見直しと三座タイプへの再設計を施したVS。本体を操作するドライバーシートと装備された武器を操作するガンナーシートに分かれ、同時に3人での操作が可能。性能はドライオに準ずるが、スライドダッシュがオミットされ、重量故かカタパルトによる射出が不可能になっている。
GAH-41BS／Bleed（ブリッド）
A.T.（後実験年代）に入って開発された小型VS。他の小型VSに比べ圧倒的に高い機動力を誇る。マニピュレーターの搭載により、近接系VS兵器を搭載すると特殊な攻撃が可能となり、搭乗者の持つグレネードも使用することができる。ただし耐久力は低く、他のVSでは怯むことのない攻撃でも怯んでしまう。また特定の操作を行なうと自爆する。
GAH-41BSL／Baylid（ベリッド）
ブリッドのマニピュレーターを排除し軽量化を行なったVS。特殊攻撃やグレネードの投擲は不可能だが、2種類の武器を搭載することが可能。
GAN-36／Osprey（オスプレイ）
垂直離着陸機能を有したヘリ型VS。常に飛行状態で維持でき、空中を自在に動くことが可能。2人乗りでパイロットとガンナーに分かれる。コンテナを装備したものもあり、VSや多くの人間を輸送できる。ただし耐久力は低い。
GAN-3AM／Triseed（トライシード）
NEVECが開発した可変VS。通常のVS形態の他に、ホバリング機動を最大活用できる形態であるスライダーモードと、宙間・水中任務形態であるアタッカーモードの3種の変形が可能。機動力・耐久力ともに高く、VS形態では左右に取り付けられた回転ブレードによる攻撃が可能。またアタッカーモードでは装備したVS武器の他にホーミング機能のある魚雷を発射できる。
GAF-14／Fastrey（ファストレイ）
様々な状況で高い移動能力をコンセプトに設計された小型VS。本作で登場するVSでは最小サイズ。VS兵器の搭載はできないが、速度重視の高速形態と、高度を取っての滞空飛行ができるホバリング形態に変形が可能。耐久力は登場VSの中で最も低いが、オンラインでは破壊されてもVS破壊数にカウントされない。
GAB-25MWB/GAN-34WA（ブロウカクタス）
GAB-25M（カクタス）とGAN-34（グランシード）が変形・合体したVS。合体時のみに使用可能な武装を搭載し、中でもレーザー兵器は多くのT-ENGを消費するものの、大型VSですら一撃で破壊する。

## エイクリッド
セパイア
人間サイズの小型エイクリッド。ハエトリソウと甲殻類が混ざったような姿をしており、３本足で器用に歩く。その足で壁や天井を歩く事もでき、攻撃の際は足の上にある大きな口を開いて突進してくる。様々な変異種が存在する。
シドセパイア
セパイアの亜種。セパイアに比べて一回り大きく、口から粘着性の粘液を吐き出してくる。
ボルセパイア
セパイアの変異種。赤い岩のような硬そうな姿をしている。それ以外は基本的にセパイアと変わらないが、攻撃を受けると死ぬ時に周囲を巻き込んで爆発するので離れて戦う必要がある。さらに、その特性ゆえ、ボルセパイアを攻撃手段として使用するカテゴリーGも存在する。
トライリッド
人間サイズの小型エイクリッド。三葉虫を思わせる姿をしているが、左右対称に付いた無数の小さな羽根を羽ばたかせて常に空を飛んでいる。エイクリッドとは言え１匹では非力なので常に群れで行動し、体当たりで攻撃してくる。ジャングルや砂漠などの空を悠然と飛行している姿がみられる。また、カテゴリーGと共に行動していることもある。
ディフォルマ
牙の生えた磯巾着に蛸の足が6本生えたような姿をした中型エイクリッド。見たままの軟体動物であり、狭い水路などでも簡単に通り抜けることができる。主に水辺で生息し、その太い触手で陸を歩くこともできる。触手での攻撃の他、大きな口は人間を丸呑みにできる。また、放電能力も持っている。
クラッティス
昆虫のような姿をした中型エイクリッド。動物で言う象のような存在だが、凶暴な性格らしい。エイクリッド以外のサーマルエナジーの反応を感知すると反応が消えるまで攻撃するとの事。前作とは違い、星の環境の変化によってより凶暴化した亜種が存在する。
ジェネッサ
植物のように岩等にへばり付いている中型エイクリッド。へばり付いた所に空けた空洞にセパイアやトライリッドやディフォルマが棲み付き、ジェネッサを巣の出入り口として利用している。ジェネッサ自体は攻撃してこないが、放っておくと棲み付いたエイクリッドを次々と放出してくる。前作とは違い大きくなり姿も変わっているが、これも環境の変化によるものであろう。
なお、クラッティスが棲み付いている大型のジェネッサも存在する。
ゴアクラッティス
クラッティスの変異種。バイタルスーツの登場がクラッティスの適応力を刺激し、結果誕生したと考えられている。クラッティスより獰猛。体も一回り大きく、全体が強固な外殻で覆われている。
ウォドック
肉食恐竜のような姿をした中型エイクリッド。中型とは言っても人間より少し大きいぐらいのもの。素早い動きで相手を翻弄、飛び掛かって攻撃する。
ドンゴ
昆虫に似た姿の中型エイクリッド。かなり強固な甲殻と爪を持ち、それ故に歩行は遅いが距離が離れていると体を丸めて猛スピードで転がりながらそのまま体当たりをしてくるので注意が必要。クラッティス同様、体の色が変わっている。

### カテゴリーG
他のエイクリッドとは比較にならない大きさと強さを持つ大型エイクリッドの総称。本編においてボス、もしくは中ボスとして登場する。基本的に自身の縄張りから動かず、そこに侵入してきた者を排除しようとするが、T-ENGを餌として接収する習性があるため、T-ENGが大量にある都市部を襲うこともある。また、体内に小型のエイクリッドを寄生させているものいる。
莫大なT-ENGを体内に内包しているため、カテゴリーGが連続して活動すると高エナジー活動の反動で周辺が寒冷化してしまう事が本編で語られており、近年のEDN-3rdの温暖化はカテゴリーGが原因ではないかという説もある。
クイーン
クラッティスの上位種であり、本編で最初に遭遇するカテゴリーG。林者の砦近くの貯水池に生息し、その場から動かず口から氷のブレスを吐いて攻撃してくる他、巨大な腕で攻撃してきたり、氷の弾丸を打ち出してくる等、前作と同様の攻撃を仕掛けてくるが、今作では安全地帯が存在せず、さらに湖に落ちるだけで即死する。弱点は前回同様、足の付け根と頭部のコア。
ゴディアント
ジャングル奥地の湖に生息する6本足のオオサンショウウオのような姿をしたカテゴリーG。フィールドをゆっくりと歩き回りながら3枚の舌や尾を使って攻撃してくる。さらに、舌を使ってプレイヤーを丸呑みにすることもある。体内には無数のジェネッサとセパイアが寄生しており、これらはいくら倒しても無限に出現する。また、稀に周辺を薙ぎ払う電撃を発生させるが、この攻撃は非常に攻撃範囲が広いため、ゴディアントからかなり離れるか、緊急回避しない限り躱す事ができない。なおフィールドの入り口付近はゴディアントが立ち入れない安全地帯となっている。
弱点は口、もしくは舌。さらに膝のコア、背ビレと体内のコアであるが、膝のコアを破壊すると足を失うが、一定時間が経つと再生する。しかし、左右どちらかの足を二本失うとダウンし、体内に侵入可能となる。体内のコアと背びれのコアは一体になっていて、どちらか片方を攻撃し続けるとだんだんと縮み、もう片方が露出するという仕組み。
エイクリッドＸ
大気圏外から飛来した、正体不明の棲星エイクリッド。新種であるためまだ正式名称が無くこのような仮の名前で呼ばれている。
セントラルシティーに突如現れ、轟賊の列車砲を執拗に攻撃し、丸呑みしようとしていた。また、頭部を失っても短時間の内に再生するなど、非常に生命力が強い。
主にフィールドを飛び回りながら、火炎放射や火炎弾を飛ばして攻撃してくるほか、高所から列車や岩塊を投げつけてくるなど、多彩かつ強烈な攻撃を仕掛けてくるが、フィールド中央の水路の下だけはいずれの攻撃も届かない安全地帯となっている。弱点は再生途中の頭部と右足のコアだが、これらを破壊して生命力ゲージを0にしても、より強力になって復活し、耐久力も全回復する為、倒すには生命力ゲージを2回0にしなければならない。
アカメ
砂漠地帯に生息するクジラと団子虫を合わせたような姿の超弩級エイクリッド。真横に開く巨大な口で列車すらひと飲みにしてしまう。
その巨体とは裏腹に、走行中の列車に追いつくほどのスピードで砂の中を泳ぐように移動し、不意に地中から出現して列車を飲み込んだり、巨体を生かした体当たりを仕掛けてくる他、体の側面から粘液やペリットを飛ばしてくる。さらに、体内に寄生させているトライリッドやボルセパイアをばら撒いてくる。
弱点は口と身体の側面に並んだコアだが、側面のコアは殻に覆われているため、これを破壊しなければダメージを与えられない。また、アカメとは走行中の列車を用いての追撃戦になるため、列車を破壊されたり飲み込まれるとゲームオーバーとなる。
デバウス
四速歩行の姿に長い首、大きな耳が特徴のエイクリッド。カテゴリーGの中では比較的小型だが、その分動きが早い上、2体で出現する。
眼に当たる器官が存在せず、主に音を使って敵の位置を探知している。その際、耳を立てながら独特の音波を発している。この時に一切動かなければ気付かれる事はないが、気付かれてしまうと口から強力な超音波を吐いて来る。
弱点は頭部と腹部のコア。頭部のコアにある程度のダメージを受けると転倒し、腹部のコアが無防備になる。なお、カテゴリーGの中で最も耐久力が低い。
バイツテンケイル
砂漠地帯の熱床航路周辺に生息するカテゴリーGエイクリッド。見た目や名前から判るように、テンケイルがさらに成長した姿。
本編に登場するカテゴリーGの中でも最大級の大きさを誇り、NEVECの巨大陸上戦艦をも遥に凌ぐ。動き自体は割りと緩慢だが、あまりの巨体故にゆっくりと歩いているだけで陸上戦艦を追い越してしまう程。
テンケイルと同様、顔、脚、腹、背中の各コアが弱点だが、テンケイルとは違い、脚のコアを破壊しても脚自体を切断することはできない。攻撃方法は口から吐き出す放射状の糸や背中から放たれるボルセパイア弾（ボルセパイアの塊）など。ボルセパイア弾は迎撃可能だが、プレイヤーだけでなく戦艦そのものを攻撃してくるため、ダメージを与えるだけでなくボルセパイア弾の迎撃にも注力しなければならない。
最初の内は戦艦の周りを歩き回りながら糸やボルセパイア弾で攻撃してくるが、ある程度ダメージを受けると戦艦に覆いかぶさるようにして（なお、この時の押し潰し攻撃は作中最大の威力を持つ）取り付いてくる。取り付いた後は動かなくなるため、攻撃も迎撃も比較的簡単になる。加えて、戦艦を抱き込んだ前足を伝って背中に回り込んで至近距離から背部のコアを攻撃できるようになる。
ウンディープ
巨大な蚯蚓のような姿をしたカテゴリーG。カテゴリーGの中では非常に珍しく群れで行動している。前作では「エイクリッドの中でも一番生態が明らかになっていない」と言われていた。体当たりの他尻尾の先から爆発する玉を飛ばして攻撃してくる。なお、デバウス同様、2体で出現する。

### オーバーGエイクリッド
カテゴリーGをも遥かに超える規模を持つ超巨大エイクリッド。活動するには膨大なT-ENGが必要な為、周辺は氷点下120℃以下の極寒の氷原となっている。その姿は巨大なT-ENGのコアであり、無数の触手と大量のジェネッサで覆われている他、体内から溢れ出したT-ENGの川や沼地が周囲を取り巻いている。また、身を守る手段としてバリアウォールと呼ばれる硬質な壁を生成する。複数のカテゴリーGが短期間で集中的に活動した事で誕生したとされており、完全体になればEDN-3rdが完全に凍結して死の星になるとされている。

## コラボレーション
- PS3版では『モンスターハンターシリーズ』とのコラボ企画でレウス装備のコスチュームが、『KILLZONE 2』とのコラボレーションでヘルガスト兵装備のコスチュームが配信された。
- Xbox 360版には「Gears of War × LOST PLANET 2」と称したコラボ企画により[22]、『Gears of War』シリーズよりマーカス・フェニックス、ドミニク・サンチャゴの2人の衣装が追加された。
- PS3、Xbox 360共通で『バイオハザード5』のアルバート・ウェスカーと、『デッドライジング』のフランク・ウェストがカスタマイズコスチュームとして登場した。

## オンライン・クラスランク
※ 日本語版クラス名称
- 10級：1ランクポイントで昇格
- 9級：2ランクポイントで昇格
- 8級：3ランクポイントで昇格
- 7級：4ランクポイントで昇格
- 6級：5ランクポイントで昇格
- 5級：6ランクポイントで昇格
- 4級：7ランクポイントで昇格
- 3級：8ランクポイントで昇格
- 2級：9ランクポイントで昇格
- 1級：10ランクポイントで昇格
- 初段：5戦以内3ランクポイントで昇格、5戦時に0ランクポイントで降格
- 弐段：5戦以内3ランクポイントで昇格、5戦時に0ランクポイントで降格
- 参段：5戦以内3ランクポイントで昇格、5戦時に0ランクポイントで降格
- 四段：5戦以内3ランクポイントで昇格、5戦時に0ランクポイントで降格
- 五段：5戦以内4ランクポイントで昇格、5戦時に1ランクポイント以下で降格
- 六段：5戦以内4ランクポイントで昇格、5戦時に1ランクポイント以下で降格
- 七段：5戦以内4ランクポイントで昇格、5戦時に1ランクポイント以下で降格
- 八段：5戦以内5ランクポイントで昇格、5戦時に2ランクポイント以下で降格
- 九段：5戦以内5ランクポイントで昇格、5戦時に2ランクポイント以下で降格
- 十段：5戦以内5ランクポイント、入賞1回で昇格、5戦時に2ランクポイント以下で降格
- 賊門（ぞくもん）：10戦以内6ランクポイントと入賞1回で昇格、10戦時に2ランクポイント以下で降格
- 賊導（ぞくどう）：10戦以内7ランクポイントと入賞1回で昇格、10戦時に3ランクポイント以下で降格
- 賊範（ぞくはん）：10戦以内7ランクポイントと入賞1回で昇格、10戦時に3ランクポイント以下で降格
- 賊士（ぞくし）：10戦以内8ランクポイントと入賞1回で昇格、10戦時に4ランクポイント以下で降格
- 賊率（ぞくそつ）：10戦以内8ランクポイントと入賞2回で昇格、10戦時に4ランクポイント以下で降格
- 雪賊士（ゆきぞくし）：10戦以内9ランクポイントと入賞2回で昇格、10戦時に4ランクポイント以下で降格
- 雪賊総（ゆきぞくそう）：10戦以内9ランクポイントと入賞2回で昇格、10戦時に5ランクポイント以下で降格
- 凍将（とうしょう）：10戦以内10ランクポイントと入賞2回で昇格、10戦時に5ランクポイント以下で降格
- 氷聖（ひょうせい）：10戦以内10ランクポイントと入賞3回で昇格、10戦時に6ランクポイント以下で降格
- 雪輝（せっき）：最高ランク、昇格降格なし

## スタッフ
- プロデューサー：竹内潤
- アシスタントプロデューサー：吉田豊
- ディレクター：大黒健二
- プロジェクトマネージャー：秋山幸平

## 漫画
ロスト プラネット-UNEXPECTED ONE-
『コロコロG』2010年夏号・冬号に掲載。作者は藤異秀明。